# Berättarröst
Berättarröst eller narration är ett kommunikationsmedium som kan användas i skrift eller film för att förmedla en händelsesekvens. I en film- eller videoproduktion används den till exempel för att föra handlingen framåt, sammanfatta tidigare eller senare handling eller förtydliga bildmaterialet.
Vid etermedieutsändning av idrottstävlingar och andra evenemang används ofta en kommentator som i realtid kommenterar och förklarar vad som händer. Detta var från början alldeles nödvändigt vid radiosändningar från händelser och följde sedan med till televisionen även om bilderna i det mediet gör det lättare för tittaren att själv följa händelseförloppet.